# Berta Segura
Berta Segura Berenjeno (* 6. Juni 2003 in Lleida) ist eine spanische Leichtathletin, die sich auf den Sprint spezialisiert hat.

## Sportliche Laufbahn
Erste internationale Erfahrungen sammelte Berta Segura im Jahr 2021, als sie bei den U20-Europameisterschaften in Tallinn in 54,93 s den siebten Platz im 400-Meter-Lauf belegte und mit der spanischen 4-mal-400-Meter-Staffel in 3:36,10 min die Silbermedaille gewann. Im Jahr darauf siegte sie mit der Staffel in 3:31,72 min bei den Ibero-Amerikanischen Meisterschaften in La Nucia und im August gelangte sie bei den U20-Weltmeisterschaften in Cali mit 52,56 s den sechsten Platz über 400 Meter. Kurz darauf wurde sie bei den Europameisterschaften in München in 3:29,70 min Achte im Staffelbewerb. 2023 gewann sie bei den U23-Mittelmeer-Hallenmeisterschaften in Valencia in 54,88 s die Silbermedaille im Einzelbewerb hinter der Kroatin Veronika Drljačić. Im Juli belegte sie bei den U23-Europameisterschaften in Espoo in 53,56 s den achten Platz über 400 Meter und gewann mit der Staffel in 3:31,11 min die Bronzemedaille hinter den Teams aus Frankreich und der Schweiz. Bei den World Athletics Relays 2024 in Nassau verpasste sie sowohl mit der Mixed-Staffel als auch mit der Frauenstaffel über 4-mal 400 Meter die direkte Qualifikation für die Olympischen Spiele in Paris. Anschließend schied sie bei den Europameisterschaften in Rom mit 52,53 s im Halbfinale über 400 Meter aus und belegte mit der Frauenstaffel in 3:26,94 min den siebten Platz. Im August verpasste sie mit der Frauenstaffel mit 3:28,29 min den Finaleinzug. 
Bei den World Athletics Relays 2025 in Guangzhou kam sie in der Mixed-Staffel über 4-mal 400-Meter zum Einsatz. Anschließend schied sie bei den U23-Europameisterschaften in Bergen mit 54,16 s im Halbfinale über 400 Meter aus und gewann mit der Frauenstaffel in 3:28,06 min die Silbermedaille hinter dem britischen Team.
2024 wurde Segura spanische Meisterin im 400-Meter-Lauf.

## Persönliche Bestzeiten
- 300 Meter: 37,97 s, 7. Juli 2022 in Lleida (spanische U20-Bestleistung)
- 400 Meter: 51,68 s, 29. Juni 2024 in La Nucia
  - 400 Meter (Halle): 53,35 s, 23. Februar 2024 in Madrid